# Moolgarda
Moolgarda es un género de peces actinopeterigios marinos, distribuidos por el océano Índico y el océano Pacífico.

## Especies
Existen cinco especies reconocidas en este género:
- Moolgarda cunnesius (Valenciennes, 1836)
- Moolgarda engeli (Bleeker, 1858)
- Moolgarda pedaraki (Valenciennes, 1836)
- Moolgarda perusii (Valenciennes, 1836)
- Moolgarda seheli (Forsskål, 1775)